# NGC 6676
NGC 6676 ist ein Spiralgalaxie vom Hubble-Typ Sbc im Sternbild Drache am Nordsternhimmel, die schätzungsweise 318 Millionen Lichtjahre von der Milchstraße entfernt ist.
Das Objekt wurde am 30. Mai 1886 von dem US-amerikanischen Astronomen Lewis A. Swift entdeckt.